# Wimbledon 2004
Wimbledon 2004 se uskutečnil mezi 21. červnem až 4. červencem. V mužské dvouhře turnaj zaznamenával éru Rogera Federera. Ve čtyřhře se povedl čistý "hattrick" švédsko-australskému páru Jonas Björkman - Todd Woodbridge, když potřetí v řadě dokázali zvítězit. Ve čtyřhrách také dominovala Cara Blacková, která si odnesla titul jak z ženské čtyřhry, tak mixu.

## Překvapení turnaje
- 19. nasazený Marat Safin prohrává v prvním kole Wimbledonu. Ve čtyřech setech ho porazil krajan Dmitrij Tursunov 4:6, 7:5, 6:3, 7:6.

- Do této doby dvojnásobná vítězka Wimbledonu Venus Williams prohrává ve druhém kole Wimbledonu s Karolina Spremová 7:6, 7:6.

## Turnajový pavouk
| Muži        | Tenista             | Tenista                 | Skóre              |
| Finále      | Roger Federer (1)   | Andy Roddick (2)        | 4:6, 7:5, 7:6, 7:4 |
| Semifinále  | Roger Federer (1)   | Sébastien Grosjean (10) | 6:2, 6:3, 7:6      |
|             | Mario Ančić         | Andy Roddick (2)        | 4:6, 6:4, 5:7, 5:7 |
| Čtvrtfinále | Roger Federer (1)   | Lleyton Hewitt (7)      | 6:1, 6:7, 6:0, 6:4 |
|             | Florian Mayer       | Sébastien Grosjean (10) | 5:6, 4:6, 2:6      |
|             | Tim Henman (5)      | Mario Ančić             | 6:7, 4:6, 2:6      |
|             | Sjeng Schalken (12) | Andy Roddick (2)        | 6:7, 6:7, 3:6      |